# Seenelkäik
Seenelkäik é um filme de drama estoniano de 2012 dirigido e escrito por Toomas Hussar. Foi selecionado como representante da Estônia à edição do Oscar 2013, organizada pela Academia de Artes e Ciências Cinematográficas.

## Elenco
- Hendrik Toompere Jr. - Villu Koobalt
- Hilje Murel - Silvi Säinas
- Elina Reinold - Viivi Kägu
- Üllar Saaremäe
- Raivo E. Tamm - Aadu Kägu
- Juhan Ulfsak - Zäk
- Ott Sepp - Sibi